# Sphingicampa vilderi
Sphingicampa vilderi är en fjärilsart som beskrevs av William Schaus 1911. Sphingicampa vilderi ingår i släktet Sphingicampa och familjen påfågelsspinnare. Inga underarter finns listade i Catalogue of Life.